# Gornja Bistrica
Gornja Bistrica (mađarski: Felsőbeszterce, prekomurski: Gorenja Bistrica) je naselje u slovenskoj Općini Črenšovci. Gornja Bistrica se nalazi u pokrajini Prekmurju i statističkoj regiji Pomurju. 

## Stanovništvo
Prema popisu stanovništva iz 2002. godine naselje je imalo 701 stanovnika.